# Cadlina pacifica
Espèce
Cadlina pacifica est une espèce de mollusques gastéropodes marins de l'ordre des nudibranches et de la famille des Cadlinidae.

## Distribution
Le mollusque gastéropode marin sans coquille, Cadlina pacifica, se rencontre dans l'Est de l'océan Pacifique.